# Ministérios do Chile
Os Ministérios de Estado do Chile (em espanhol: Ministerios de Estado de Chile) são colaboradores diretos do Presidente da República do Chile, sendo que cada ministério atua em determinada área de governo. Segundo a Constituição chilena de 1980, o Presidente tem o poder de apontar e remover ministros livremente. Atualmente, 23 ministérios e 23 ministros compõem o Governo chileno.

## Ministérios do Chile

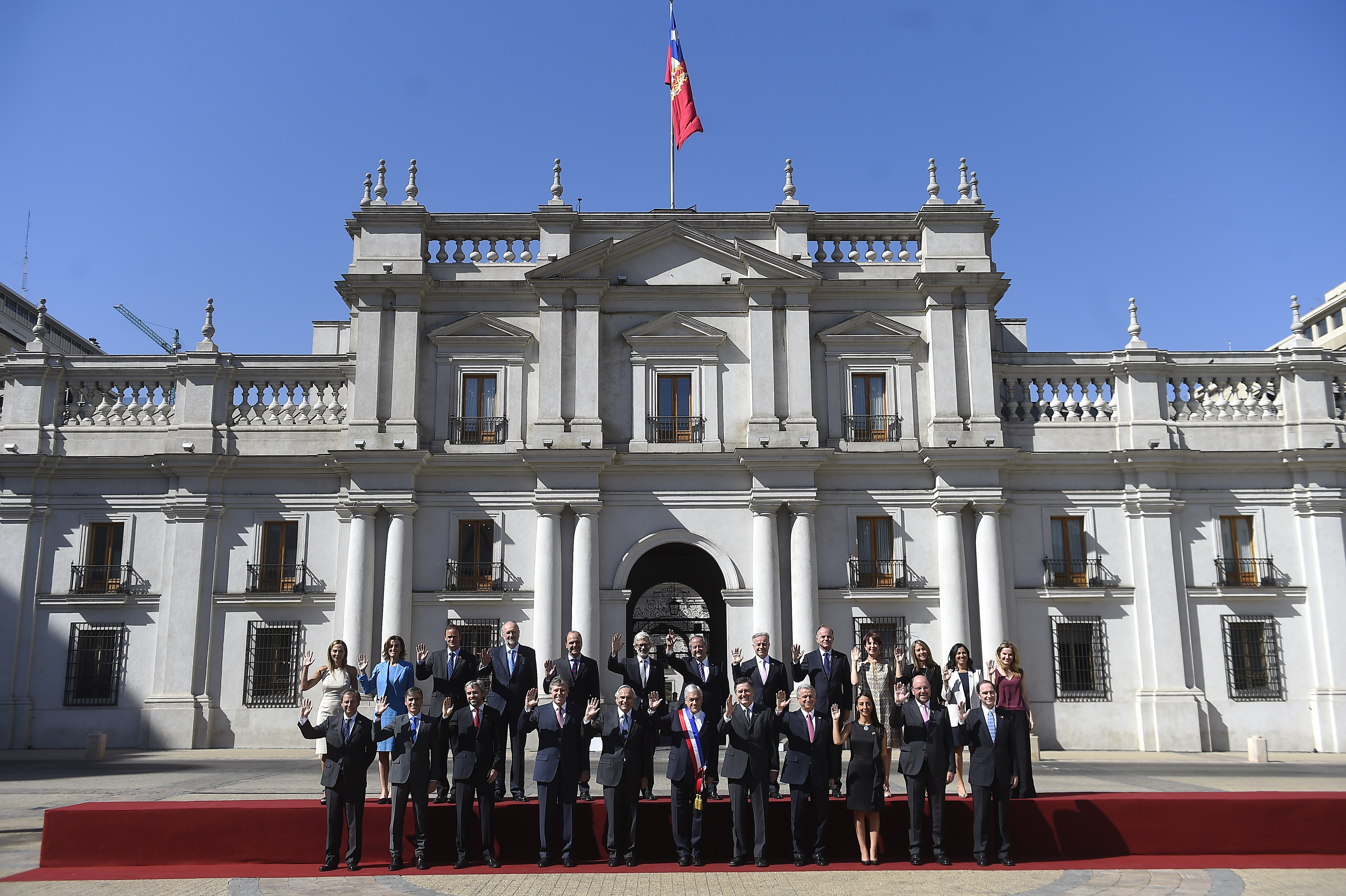
Presidente Sebastián Piñera e seus Ministros de Estado.

Abaixo, a lista dos ministérios e seus respectivos ministros, durante o Governo Piñera:
| Ministério                          | Atual ministro(a)             | Partido |
| ----------------------------------- | ----------------------------- | ------- |
| Interior e Segurança Pública        | Andrés Chadwick Piñera        | UDI     |
| Relações Exteriores                 | Roberto Ampuero Espinoza      | Evópoli |
| Defesa Nacional                     | Alberto Espina Otero          | RN      |
| Fazenda                             | Felipe Larraín Bascuñán       | Ind.    |
| Secretaria Geral da Presidência     | Gonzalo Blumel Mac Iver       | Evópoli |
| Secretaria Geral do Governo         | Cecilia Pérez Jara            | RN      |
| Economia, Desenvolvimento e Turismo | José Ramón Valente Vías       | Ind.    |
| Desenvolvimento Social              | Alfredo Moreno Charme         | Ind.    |
| Educação                            | Marcela Cubillos Sigall       | UDI     |
| Justiça                             | Hernán Larraín Fernández      | UDI     |
| Trabalho e Previdência Social       | Nicolás Monckeberg Díaz       | RN      |
| Obras Públicas                      | Juan Andrés Fontaine Talavera | Ind.    |
| Saúde                               | Emilio Santelices Cuevas      | Ind.    |
| Habitação                           | Cristián Monckeberg Bruner    | RN      |
| Agricultura                         | Antonio Walker Prieto         | Ind.    |
| Minas                               | Baldo Prokurica Prokurica     | RN      |
| Transportes e Telecomunicações      | Gloria Hutt Hesse             | Evópoli |
| Bens Nacionais                      | Felipe Ward Edwards           | UDI     |
| Energia                             | Susana Jiménez Schuster       | Ind.    |
| Meio Ambiente                       | Carolina Schmidt Zaldívar     | Ind.    |
| Esportes                            | Pauline Kantor Pupkin         | Ind.    |
| De mulher e equidade de gênero      | Isabel Plá Jarufe             | UDI     |
| Cultura, as Artes e Herança         | Consuelo Valdés Chadwick      | Ind.    |